# Cees Schapendonk
Cees Schapendonk (født 24. december 1955 i 's-Hertogenbosch, Holland) er en hollandsk tidligere fodboldspiller (angriber).
Schapendonk spillede én kamp for Hollands landshold, en VM-kvalifikationskamp mod Cypern 22. februar 1981. Her scorede han det ene mål i den hollandske sejr på 3-0.
På klubplan spillede Schapendonk det meste af sin karriere i hjemlandet, hvor han repræsenterede blandt andet FC Eindhoven, RKC Waalwijk og NAC Breda. Han tilbragte også fire sæsoner i Belgien hos Gent.